# أيزاياه كرويل
أيزاياه كرويل (بالإنجليزية: Isaiah Crowell)‏ هو لاعب كرة قدم أمريكية أمريكي، ولد في 8 يناير 1993 في كولومبوس في الولايات المتحدة.

## وصلات خارجية
- أيزاياه كرويل على موقع مرجع كرة القدم المحترفة.كوم (الإنجليزية)